# 1870 en science
| Années de la science : 1867 - 1868 - 1869 - 1870 - 1871 - 1872 - 1873    |
| Décennies de la science : 1840 - 1850 - 1860 - 1870 - 1880 - 1890 - 1900 |

Cet article présente les faits marquants de l'année 1870 en science.

## Événements
- 18 janvier : le naturaliste australien Gerard Krefft fait la première description du Barramanda (Neoceratodus forsteri), poisson munis à la fois de branchies et de poumons, dans une lettre publiée dans le The Sydney Morning Herald[1].
- 26 février : inauguration du Beach Pneumatic Transit, un prototype de transport souterrain à New York[2].

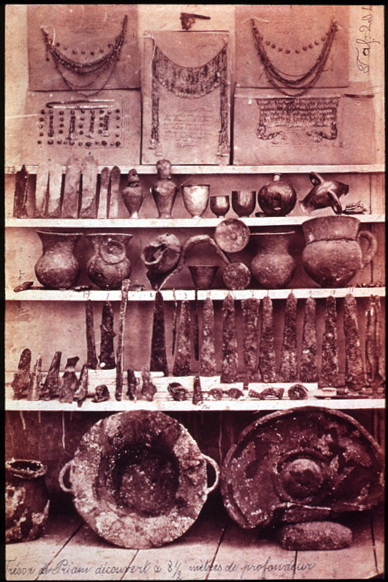
Pièces du « trésor de Priam » (Troie II) découvert par Heinrich Schliemann.

- 9 avril : l'archéologue allemand Heinrich Schliemann commence sans autorisation les fouilles des vestiges de la cité de Troie[3].
- 2 août : mise en service du Tower Subway, tunnel creusé sous la Tamise à Londres et équipé d'une navette actionnée par une machine à vapeur fixe. Non rentable, le service est fermé dès le 7 décembre[4].
- Début de la « guerre des os » qui oppose les paléontologues américains Othniel Charles Marsh, professeur à l'université Yale, à Edward Drinker Cope, membre de l'Université de Pennsylvanie[5].
- Découverte à Summertown, Oxford (en) d'un reptile carnivore de l'espèce Eustreptospondylus[6].

## Publications
- Rudolf Clausius : De la fonction potentielle et du potentiel, Gauthier-Villars (Paris).
- Henry Maudsley : Body and Mind - An Inquiry into their Connection and Mutual Influence.

## Prix
- Médailles de la Royal Society
  - Médaille Copley : James Prescott Joule
  - Médaille royale : Thomas Davidson, William Hallowes Miller
  - Médaille Rumford : Alfred Olivier Des Cloizeaux

- Médailles de la Geological Society of London
  - Médaille Wollaston : Gérard Paul Deshayes

## Naissances
- 16 janvier :

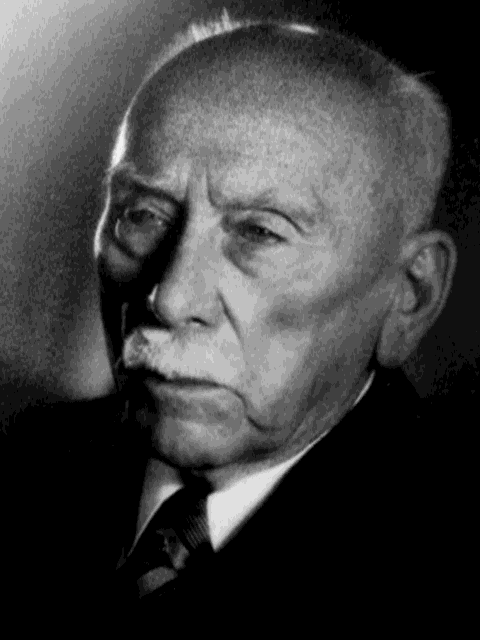
Jules Bordet

  - Wilhelm Normann (mort en 1939), chimiste, biologiste, géologue et entrepreneur allemand.
  - Marcel Mérieux (mort en 1937), biochimiste français.
- 7 février : Alfred Adler (mort en 1937), psychologue autrichien.
- 1er mars : Eugène Antoniadi (mort en 1944), astronome grec.
- 16 mars : DeLisle Stewart (mort en 1941), astronome américain.
- 17 mars : Horace Donisthorpe (mort en 1951), entomologiste britannique.
- 25 mars : Friedrich Karl Arnold Schwassmann (mort en 1964), astronome allemand.
- 27 mars : Alexandre Besredka (mort en 1940), médecin et biologiste français, d'origine russe.
- 20 mai : Arthur Korn (mort en 1945), physicien allemand.
- 27 mai : Adolf Schulten (mort en 1960), archéologue, historien et philosophe allemand.
- 12 juin :
  - Ernst Stromer (mort en 1952), paléontologue allemand.
  - Amand Valeur (mort en 1927), chimiste et pharmacologue français.
- 13 juin : Jules Bordet (mort en 1961), immunologiste et microbiologiste belge, prix Nobel de physiologie ou médecine en 1919.
- 21 juin : Clara Immerwahr, chimiste allemande (morte le 2 mai 1915)
- 24 juin : Edwin Foster Coddington (mort en 1950), astronome américain.
- 25 juin : Wilhelm Spiegelberg (mort en 1930), égyptologue allemand.
- 4 juillet : Albert Sechehaye (mort en 1946), linguiste suisse.
- 27 juillet : Bertram Boltwood (mort en 1927), radiochimiste américain.
- 10 septembre : Hisashi Kimura (mort en 1943), astronome japonais.
- 24 septembre : Georges Claude (mort en 1960), physicien et chimiste français.
- 30 septembre : Jean Perrin (mort en 1942), physicien français, prix Nobel de physique en 1926.
- 23 octobre : Joanny-Philippe Lagrula (mort en 1941), astronome français, directeur des observatoire de Quito et d'Alger.
- 17 novembre : Sergueï Blajko (mort en 1956), astronome soviétique.
- 20 décembre :
  - Maurice Delafosse (mort en 1926), administrateur colonial français.
  - Stuart Weller (mort en 1927), géologue et paléontologue américain.
- 26 décembre : Campbell Cowan Edgar (mort en 1938), égyptologue écossais.

## Décès

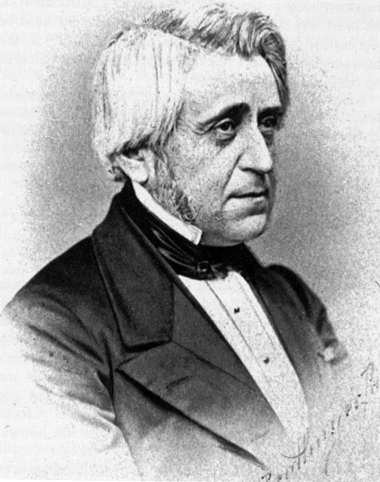
Auguste Duméril

- 25 janvier : Janet Taylor (née en 1804), astronome britannique.
- 3 février : Capitaine Robert Cecil Beavan (né en 1841), officier et naturaliste britannique.
- 13 février : Franz Unger (né en 1800), botaniste, paléontologue et spécialiste de la physiologie végétale autrichien.
- 3 mars : Friedrich Boie (né en 1789), naturaliste allemand.
- 28 mars : Alexandre Moreau de Jonnès (né en 1778), aventurier, militaire et haut fonctionnaire français, chargé de la Statistique générale de France.
- 29 mars : Paul-Émile Botta (né en 1802), diplomate et archéologue français.
- 4 avril : Heinrich Gustav Magnus (né en 1802), physicien et chimiste allemand.
- 7 avril : Claude Félix Abel Niépce de Saint-Victor (né en 1805), physicien et chimiste français.
- 2 mai : Jean-Sébastien Devoucoux (né en 1804), homme d'église, archéologue et historien français.
- 6 mai : James Young Simpson (né en 1811), obstétricien écossais.
- 26 mai : Johann Heinrich Blasius (né en 1809), zoologiste allemand.
- 27 mai : Joseph-Alexandre Auzias-Turenne (né en 1812), médecin français.
- Juin : Émile Grignard (né en 1807), géomètre du cadastre français.
- 21 septembre : Émilien Dumas (né en 1804), érudit, paléontologue et géologue français.
- 30 septembre : William Allen Miller (né en 1817), chimiste britannique.
- 12 novembre : Auguste Duméril (né en 1812), zoologiste français.
- 30 novembre : Gustav Bischof (né en 1792), géochimiste et géologue allemand.